# Le Petit Éthernopien
Le Petit Éthernopien (Starvin' Marvin en version originale) est le huitième épisode de la première saison de la série South Park.

## Synopsis
Après avoir vu une publicité sur les enfants affamés en Afrique, Cartman, Stan, Kenny et Kyle envoient de l’argent à l’organisation caritative de Sally Struthers. Ils ne se soucient pas de la cause, mais veulent juste la montre à quartz gratuite qui accompagne le parrainage. 
Cependant en raison d’une mauvaise communication, un garçon éthiopien est livré aux garçons à la place de la montre. Bien qu’initialement choqués, les quatre garçons se lient d’amitié avec lui et Cartman nomme le garçon Pascal la dalle. 
Pendant ce temps, des foules de dindes sauvages génétiquement modifiées commencent à attaquer et à tuer les résidents de South Park. Le Dr. Mephisto à l'origine de ces dindes sauvages tente d’avertir le maire McDaniels que les dindes qu’il avait élevées pour nourrir les pauvres sont devenues folles et attaquent maintenant les humains. Mephisto est plutôt ignoré et ridiculisé par le maire.
Les garçons emmènent Pascal la dalle à un buffet à volonté, où il est choqué par la quantité de nourriture que les habitants de la ville consomment par rapport à son pays d’origine, et par le gaspillage de Cartman avec sa nourriture. De retour à l’école, M. Garrison annonce que la collecte de nourriture est un échec parce que les élèves n’ont apporté que quelques boîtes de maïs à la crème. Les garçons présentent Pascal à la classe pendant le spectacle, après quoi M. Garrison et la directrice Victoria disent aux garçons qu’ils devront appeler la Croix-Rouge et renvoyer Pascal la dalle chez lui. Pendant ce temps, le Dr Mephisto montre à Chef que l’ADN de la dinde se développe si rapidement que les dindes pourraient conquérir le monde si elles ne sont pas arrêtées.
Le FBI arrive pour ramener Pascal en Éthiopie, mais ce dernier les incite à prendre Cartman à la place. Cartman, qui se souciait auparavant peu des pauvres en Afrique, est incapable de supporter le manque de nourriture et les mauvaises conditions de vie sur place. De plus, il tente de convaincre la Croix-Rouge qu’il n’est pas l’un des Africains, mais échoue. Alors qu’il prie Dieu, Cartman dit qu’il est désolé de s’être moqué des pauvres. Il finit par trouver une cabane de la Croix-Rouge, où Sally Struthers accumule toute la nourriture destinée à la charité. Après une brève dispute, Cartman expose toute la thésaurisation de l’approvisionnement alimentaire par Struthers aux Éthiopiens, qui prennent ensuite le contrôle de l’approvisionnement alimentaire.
De retour à South Park, Chef rallie les habitants de la ville pour combattre les dindes génétiquement modifiées ; En réponse, l’une des dindes rallie également les autres dindes pour combattre les habitants de la ville. Une bataille massive s’ensuit dans laquelle Kenny est tué, mais finalement les habitants de South Park tuent toutes les dindes et revendiquent la victoire. Le FBI ramène Cartman à South Park et ramène pascal chez lui, mais pas avant qu’il ne ramène les corps des dindes mortes en Éthiopie pour que tout le monde puisse les manger. Pascal est ensuite salué comme un héros par son peuple alors qu’ils passent devant Struthers ligotés et bâillonnés au-dessus d’un feu.
À la fin, de retour à South Park, la famille de Kenny donne sa bénédiction de Thanksgiving alors qu’elle se prépare à manger une boîte de haricots verts, mais se rend compte par la suite qu’elle n’a pas d’ouvre-boîte.